# Ramon Saumell i Poch
Ramon Saumell i Poch   (Vilafranca del Penedès, 1938 - Vilanova i la Geltrú, 23 d'abril de 2024) fou un fotògraf i divulgador català, especialitzat en la fotografia i la documentació del bestiari festiu i popular de Catalunya i Occitània.

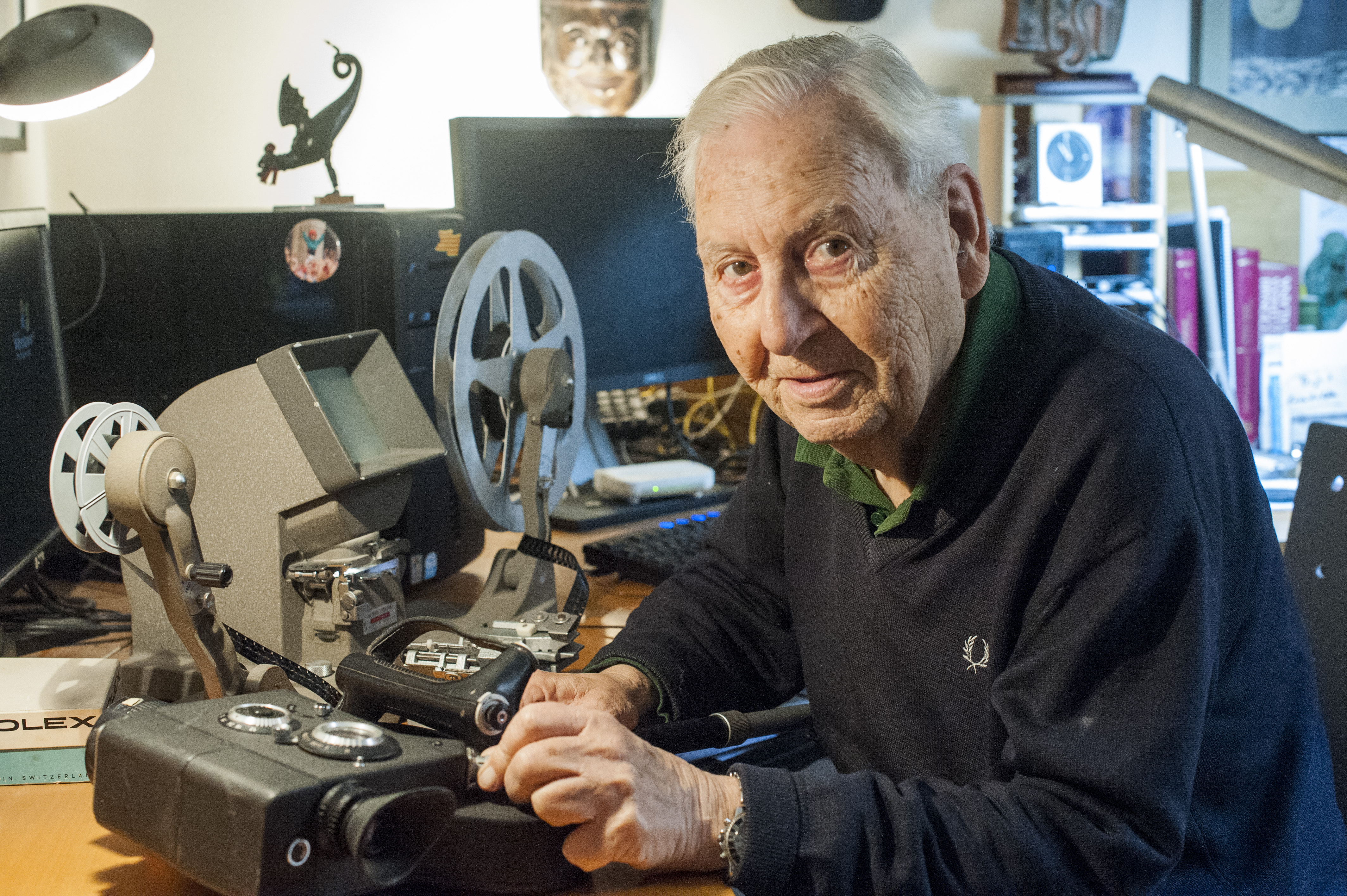
Ramon Saumell al seu estudi

De jove es traslladà a Vilanova i la Geltrú on estudià per pèrit industrial a l'Escola Tècnica de Vilanova i la Geltrú, però des del 1970 la seva principal ocupació passà a ser la fotografia de figures de bestiari popular (principalment, dracs, àligues, mulasses i cavallets) i el muntatge i publicació d'audiovisuals sobre aquests elements. Amb l'increment del nombre de figures de bestiari arreu de Catalunya, Saumell començà una exhaustiva tasca de seguiment i arxiu fotogràfic de tot el bestiari festiu del país, comptant amb un fons de milers de fotografies, i de divulgació d'aquestes en audiovisuals, articles, llibres i exposicions.
Saumell va publicar les seves fotografies en nombrosos llibres i articles sobre cultura popular i en audiovisuals propis o d'altres autors. Com a estudiós i divulgador de la cultura popular, Saumell fundà el GABICP (Grup d'Amics del Bestiari i la Cultura Popular) al 1983, juntament amb els vilanovins Salvador i Abel Masana amb la tasca de recopilar, estudiar i mostrar el bestiari fantàstic i popular de Catalunya, i fou col·laborador habitual en programes de ràdio i pàgines web.
Al 2014 va rebre el guardó Premi Best de l'Agrupació de Bestiari Festiu i Popular de Catalunya.
Va morir la matinada del 23 d'abril del 2024.

## Llibres
- Bestiari del Garraf. Ajuntament de Vilanova i la Geltrú, 1986[4]
- Quaderns de la Festa Major: núm. 1 "L'Àliga"; 3 "La Mula Guita o Mulassa". Ajuntament de Tarragona, 1986.
- Fauna Fantàstica de Catalunya. Ed. Labor, 1991.[5]
- Bestiari de Foc a Catalunya (1991-2003). Generalitat de Catalunya, 2003.
- Foc en dansa: els balls de Diables tradicionals del Penedès i el Camp de Tarragona. Ajuntament de Tarragona, 2006.
- Bèsties de Festa! Història i cens il·lustrat del Bestiari Popular amb 700 figures. Cim Edicions, 2008.[6]
- Postals d'Oblits. Emboscall, 2010.[7]
- Retrobestiari (2021). Edicions Morera[2]

## Audiovisuals
Saumell ha produït un gran nombre d'audiovisuals propis i col·lectivament, així com material audiovisual de divulgació.
- Bestiari Festiu Europeu. Ramon Saumell, 1970
- Bestiari popular del món. Ramon Saumell, 2011
- Bestiari Popular i Tradicional dels Països Catalans (CD). Editorial La Porra, 2003

- El ball de les àligues (DVD). Ramon Saumell, 2015.
- Bestiari Popular d'Occitània (DVD). Ramon Saumell, 2012.
- Bestiari Fantàstic de Catalunya (1984-1992)
- Exposició: Bestiari de Foc a Catalunya 1991-2003[9]
- Exposició: Arrels de Festa: Imatges de la Festa Major de Vilanova i la Geltrú, 1900-1950. Ajuntament de Vilanova i la Geltrú, 2008.